# Rodney Paavola
Rodney Earland (Rod) Paavola  (Hancock (Michigan), 21 augustus 1939 - Marquette (Michigan), 3 december 1995) was een Amerikaans ijshockeyer. 
Tijdens de Olympische Winterspelen 1960 in eigen land won Paavola samen met zijn ploeggenoten de gouden medaille. Paavola vormde samen met Edwyn Owen het defensieve duo. Dit was de eerste keer dat de Amerikaanse ploeg olympisch goud won bij het ijshockey. 